# Halstjärnen (Östervallskogs socken, Värmland)
Halstjärnen är en sjö i Årjängs kommun i Värmland och ingår i Göta älvs huvudavrinningsområde. Sjön har en area på 0,165 kvadratkilometer och ligger 162 meter över havet.

## Delavrinningsområde
Halstjärnen ingår i det delavrinningsområde (662020-127898) som SMHI kallar för Utloppet av Östen. Medelhöjden är 163 meter över havet och ytan är 30,22 kvadratkilometer. Räknas de 11 avrinningsområdena uppströms in blir den ackumulerade arean 299,61 kvadratkilometer. Upperudsälven som avvattnar avrinningsområdet har biflödesordning 2, vilket innebär att vattnet flödar genom totalt 2 vattendrag innan det når havet efter 274 kilometer. Avrinningsområdet består mestadels av skog (76 procent). Avrinningsområdet har 3,93 kvadratkilometer vattenytor vilket ger det en sjöprocent på 12,8 procent.